# إشحفان (مسلسل)
إشحفان هو مسلسل إماراتي قديم من النوع الكوميدي. يعد من أشهر وأبرز المسلسلات الخليجية على الإطلاق والذي عرض في أغلب التلفزيونات الخليجية سنة 1978. من بطولة الفنان سلطان الشاعر، محمد الجناحي، محمد ياسين، سعيد النعيمي. والمسلسل من إخراج أحمد منقوش ومن تأليف وحوار سلطان الشاعر و سيناريو محمد الجناحي.

## قصة العمل
يحكي مسلسل "إشحفان" عن رجلٍ يُعرف ببخله وشحه، يُدعى "إشحفان". تجري أحداث المسلسل في قرية صغيرة، حيث يعايش "إشحفان" يومياته التي تنقلب عليه مرارًا بفعل بخله المفرط، مما يوقعه في مواقف مضحكة ويثير استهجان أهل القرية.
في كل حلقة، يتعرض "إشحفان" لتحديات جديدة، ناشئة من محاولاته المستمرة لتوفير المال وعدم الإنفاق، مما يجعله هدفًا لمكائد أصدقائه ومؤامراتهم. ومن هؤلاء الأصدقاء "ماكديت" و"بو طبر" و"القاضي"، الذين يسعون أحيانًا للاستفادة من شح "إشحفان" بطرق خفية أو علنية.
المسلسل يلقي الضوء على الطباع البشرية وصفات البخل في قالب من الفكاهة والمواقف الطريفة، مُظهراً كيف يُمكن أن يُسيطر حب المال على النفوس، مُحمِّلاً "إشحفان" دروساً يتعلمها مع مرور الأيام، وإن كان يبقى على طبيعته التي عُرِف بها.

## الشخصيات والممثلين
- **سلطان الشاعر** - (إشحفان): البطل الرئيسي في المسلسل، وهو رجل معروف ببخله الشديد، وتدور معظم الأحداث حول مواقفه الكوميدية نتيجة بخله.
- **محمد الجناحي** - (ماكديت): صديق إشحفان ومنافسه في بعض الأحيان، يقوم بإيقاعه في مكائد مختلفة بسبب بخله.
- **محمد ياسين** - (بو طبر): أحد الشخصيات المحورية في الحي الذي يعيش فيه إشحفان، يلعب دورًا في الكثير من المقالب والمواقف المضحكة.
- **سعيد النعيمي** - (القاضي): قاضي القرية الذي يفصل في النزاعات ويقع أحيانًا ضحية لمكائد إشحفان وماكديت.
- **ريحانة التمري** - (أم حارب): زوجة إشحفان، تعاني من بخله الشديد وتشارك في بعض المواقف المضحكة التي تنتج عن ذلك.
- **مريم أحمد** - (روية بنت إشحفان): ابنة إشحفان، تعيش في كنف والدها وتتعرض لمواقف مضحكة بسبب بخله.
- **سعيد بن عفصان** - (مصبح المحش): شقيق إشحفان، شخص بسيط يسعى دائمًا للحصول على نصيبه من ثروة العائلة.
- **عبدالله المناعي** - (سويلم): شخصية ثانوية تظهر في بعض الحلقات وتلعب دورًا في حياة إشحفان اليومية.
- **رزيقة الطارش** - (ميثا): أحد جيران إشحفان وتلعب دورًا في بعض المواقف الكوميدية.
- **سعيد المزروعي** - (أم خلفان): شخصية ثانوية تُستخدم لإبراز جوانب من بخيل إشحفان.
- **محمد راشد** - (الكراني): شخصية تظهر في بعض الحلقات وتلعب دورًا في الحياة اليومية لإشحفان وأصدقائه.
- **محمد نادر** - (ناصر ولد بوطبر): ابن بو طبر، يشارك في بعض المواقف التي تقع في الحي.
- **محمد المطوع** - (القعود): شخصية ثانوية تظهر في بعض الحلقات.
- **عبدالله مفتاح** - (سلطان الفقع وبلال وصاحب البعير المسروق): يقوم بعدة أدوار ثانوية في المسلسل.
- **جاسم عبيد** - (بويسوف وسعيد الكراع): يقوم بدورين مختلفين، أحدهما في الحلقات الكوميدية.
- **عادل أحمد** - (حارب): شخصية ثانوية تظهر في بعض الحلقات.
- **محمد عبدالرحمن** - (دور ثانوي): يظهر في بعض الحلقات ويشارك في مواقف مضحكة.
- **عبدالسلام عبدالعزيز** - (دور ثانوي): أحد الشخصيات التي تظهر في الحي.
- **عيد موسى** - (دور ثانوي): شخصية ثانوية تظهر في بعض الحلقات.
- **جاسم فهد** - (دور ثانوي): شخصية تظهر في بعض الحلقات.

## الحلقات
| الحلقة | العنوان                 | الملخص |
| ------ | ----------------------- | --- |
| 1      | الحلقة الأولى           | "إشحفان" رجلٌ يُعرف ببخله وشحه، يطلب من صديقه شراء حمار، ويرغب أن يقتصر أكله للحمار على مرة واحدة في الأسبوع. يبتاع حمارًا سقيمًا من "جعود"، ولشدة بخله يموت الحمار. فيسعى "إشحفان" لاسترجاع ماله بالخديعة، مُدّعيًا أن الحمار قد شُفي، ويحكم القاضي بإعادة نصف المبلغ إلى "جعود". |
| 2      | الحلقة الثانية          | يحتال "ماكديت" على "إشحفان" ويستغل بخله ليوقعه في مكيدة. يخبره بأنه نظم قصيدة في شجاعة القاضي فحصل على مالٍ وفير. يسرع "إشحفان" ويؤلف قصيدة، لكن القاضي يعاقبه بالجلد لظنه أن "إشحفان" يسخر منه.                                                                            |
| 3      | الحلقة الثالثة          | يدعو "سلطات" الجميع لمأدبة غذاء احتفاءً بمولوده الجديد، ولكن "ماكديت" يخدع "إشحفان" بإخباره أن الدعوة في منزل "السعيد". يكتشف "إشحفان" الخديعة بعد فوات الأوان، ويعود ليجد أن الوليمة قد انتهت.                                                                             |
| 4      | الحلقة الرابعة          | يتآمر "ماكديت" على "إشحفان"، فيتحداه في أن يخدع أحدهما الآخر ليظفر بمبلغ مالي. ينجح "إشحفان" في الخديعة ويفوز، فيسعى "ماكديت" للانتقام منه بتلفيق تهمة سرقة بعير له، لكن "إشحفان" ينجو من المكيدة.                                                                         |
| 5      | الحلقة الخامسة          | يبحث "سواليم" عن منزلٍ ليشتريه، فينصحه "ماكديت" بشراء منزل "إشحفان". حين يطلب "ماكديت" نصيبًا من ثمن ترشيح المنزل، يرفض "إشحفان" ويدفن أمواله تحت شجرة في الصحراء، لكن "ماكديت" يراه ويخطط لسرقته.                                                                           |
| 6      | الحلقة السادسة          | يُوقع "ماكديت" بـ"إشحفان" في شر أعماله، ويترك لديه طعامًا فاسدًا (الدبس). ثم يخبر أهل الحي بأن "إشحفان" هو من يملك الدبس. يحكم القاضي بتغريمه هو و"بو طبر" مبلغًا ماليًا. |
| 7      | الحلقة السابعة          | يدعي "إشحفان" كذبًا أنه أحد التجار، وينتحل شخصية "ماكديت" ليستولي على ممتلكاته، ويفاجئ الجميع بجرأته. |
| 8      | الحلقة الثامنة          | يخدع "ماكديت" "إشحفان" بأن هناك حفل زفاف في الفريج، ويخبره أن العريس يمنح مالًا لمن يتمكن من شق ثوبه وثوب صديقه. ينطلق "إشحفان" ويفعل ذلك، لكنه يكتشف بعد فوات الأوان أنه وقع في خدعة.                                                                                      |
| 9      | الحلقة التاسعة          | يقع "إشحفان" في مكيدة "ماكديت" بسبب بخله الشديد، حين يصر على شراء رأس غنم ليأكلها. يدعو نفسه و"ماكديت" على الدبيحة، ويخبر الجميع عن وليمة "إشحفان". |
| 10     | الحلقة العاشرة          | يخبر "ماكديت" شقيق "إشحفان" بأن الأخير استولى على عنزته وأخذها إلى منزله. يتشاجر الشقيقان، ويصر "إشحفان" على أن العنزة حقه من الإرث. يتفق مع زوجته على ذبحها وتناولها على عدة شهور، ولكن العنزة تموت.                                                                      |
| 11     | الحلقة الحادية عشرة     | يتقدم "سواليم" لطلب الزواج من ابنة "إشحفان". يطلب الأخير مهرًا كبيرًا ويبخل في تحمل تكاليف الزفاف. عندما يطلب القاضي منهم مساعدة فقير مريض، يدعي "إشحفان" علاجه، لكن الفقير يثور ويرفض، فيصاب "إشحفان".                                                                      |
| 12     | الحلقة الثانية عشرة     | يقرر "المصبح" شقيق "إشحفان" الزواج، ويطلب من شقيقه المساعدة خوفًا من الحسد و"ماكديت". يخطط "إشحفان" للإيقاع بهما، لكنهما يتهمان بالسرقة. |
| 13     | الحلقة الثالثة عشرة     | يمرض "إشحفان" مرضًا شديدًا، ويرفض الذهاب إلى الطبيب حتى لا يدفع نقودًا. عندما يصر زوج ابنته على اصطحابه، يكتشف الطبيب أنه أكل طعام الحمار لبخله الشديد. |
| 14     | الحلقة الرابعة عشرة     | يلوم القاضي "إشحفان" على أكله لطعام الحمار. يزور "ماكديت" "إشحفان" ويقدم له تفاحًا لمرضه، لكن "إشحفان" يشك في نواياه ويحبسه في دكانه. |
| 15     | الحلقة الخامسة عشرة     | يدعو "إشحفان" ابنته وزوجها "سواليم" لتناول الطعام في منزله. يعلم "ماكديت" بالأمر ويدعو "أكرني" و"بو طبر". يفاجأ "إشحفان" بقدومهم، فيبيع أحذيتهم ليشتري لهم طعامًا. |
| 16     | الحلقة السادسة عشرة     | يُعلن "إشحفان" أن زوجته حامل، ويطلب من الجميع أن يمنحوه طعامًا وشرابًا. يضع "ماكديت" سبحة الفاضي في جيب "إشحفان"، لكن الأخير يكتشف الأمر وينقلها إلى جيب "أكرني". يفتشه القاضي ويجدها.                                                                                        |
| 17     | الحلقة السابعة عشرة     | يفاجأ "إشحفان" بزيارة ابنه "ضاعن" من زوجته الأولى. يستقبله بغير ترحاب لبخله، لكن شقيقته تدعو "ضاعن" للغذاء وترحب به. |
| 18     | الحلقة الثامنة عشرة     | ينتقم "إشحفان" من "ماكديت" و"كراني" بسرقة أدوات مكتبهما وأوراقهما من عملهما في الحكومة. يطلب منه القاضي أن يصلح فعلته ويعترف للمحقق. يصاب "إشحفان" مرة أخرى بألم في معدته جراء أكله لطعام رخيص.                                                                            |
| 19     | الحلقة التاسعة عشرة     | يعمل "إشحفان" في المقهى عند "بو طبر". يستغل "ماكديت" و"كراني" بخله ويطلبان أشياء كثيرة دون دفع الأموال، فيتشاجر معه "بو طبر". وفي المنزل، يستاء "إشحفان" من إقامة ابن شقيقته عنده، ولبخله الشديد يعطيه حجارة ينام عليها بدلًا من الوسادة.                                   |
| 20     | الحلقة العشرون          | يلوم "إشحفان" زوج ابنته على إسرافه في دعوة أصدقائه لتناول الطعام. يشرح "سواليم" أنه اضطر لذلك لأنهم سخروا من الطعام الذي قدمه لهم "إشحفان" ليلة زفافه. يغضب "إشحفان" عندما يعلم أن "ماكديت" مريض ويخاف أن يموت قبل أن يسدد له المال الذي اقترضه.                           |
| 21     | الحلقة الحادية والعشرون | ينتظر "إشحفان" زيارة أولاد عمه ليحصل منهم على أموال. يستنكر "ماكديت" و"كراني" ذلك ويدعيان أنهما أولاد عمه. عندما يأتي أولاد عمه بالفعل، يستاءان من مقابلته ويرحلان، ويتشاجر مع "ماكديت" و"كراني".                                                                          |
| 22     | الحلقة الثانية والعشرون | ينزل أولاد عم "إشحفان" ضيوفًا عند "بو طبر". يبحث عنهم "إشحفان"، وعندما يعلم بمكانهم، يرفضون العودة معه لبخله الشديد. |
| 23     | الحلقة الثالثة والعشرون | يقترح "ماكديت" على "إشحفان" أن يذبح ويدعو الجميع للطعام ليصفح عنه أولاد عمه. يبيع "إشحفان" هدية أولاد عمه ليشتري خروفًا، وعندما يكتشفوا ذلك، يستاءون. |
| 24     | الحلقة الرابعة والعشرون | يقرر "إشحفان" أن يصرف مبلغًا لإكرام ضيفه. يشتري فرشًا جديدًا لمنزله، ويتفق مع "كراني" على أن يعطيه طعامًا ومالًا إذا أخبره في كل مرة عن مكائد "ماكديت". وبالفعل يمسك "إشحفان" بماكديت في منزله ويتهمه بالسرقة.                                                                  |
| 25     | الحلقة الخامسة والعشرون | يقرر "إشحفان" الزواج من "أم خلفان". تستاء زوجته الأولى "أم حرب"، ويطلب من "بو طير" أن يتوسط له في الزواج. |
| 26     | الحلقة السادسة والعشرون | يخطط "ماكديت" لمكيدة جديدة لـ"إشحفان". يسرق ذهب العروس ويتفق مع "كراني" على أن يدعي أن "أم خلفان" سرقته، ولكن "إشحفان" يكشفه. يُقام حفل الزفاف ويتزوج "إشحفان" من "أم خلفان".                                                                                               |

## الإنتاج
تم إنتاج مسلسل "إشحفان" في فترة زمنية كانت تشهد بداية تطور الإنتاج التلفزيوني في الإمارات. تم تصوير المسلسل في مواقع مختلفة داخل الإمارات، وتميز بإنتاج بسيط يعكس البيئة المحلية وحياة القرى في ذلك الوقت. كان العمل من إنتاج تلفزيون أبو ظبي، بإشراف عام من صقر الرشود، الذي ساهم في توجيه العمل ليحقق نجاحًا كبيرًا.

## البث
عُرض مسلسل "إشحفان" لأول مرة في 5 أغسطس 1978، وتم بثه عبر معظم القنوات الخليجية، مما ساهم في انتشاره وشهرته في مختلف أنحاء الخليج. استمر عرضه لعدة سنوات، وأعيد بثه مرات عديدة نظرًا للإقبال الكبير عليه.

## الاستقبال
لاقى مسلسل "إشحفان" استقبالًا إيجابيًا من الجمهور والنقاد على حد سواء. تمت الإشادة بالمسلسل لما قدمه من محتوى كوميدي يعكس جوانب من الحياة الاجتماعية والثقافية في الإمارات. أصبح "إشحفان" شخصية معروفة ومحبوبة في المجتمع الخليجي، وتم تداول العديد من العبارات التي استخدمها خلال الحلقات بين الناس كأمثال شعبية.

## تأثير المسلسل
يُعتبر مسلسل "إشحفان" من الأعمال الكوميدية البارزة في تاريخ الدراما الإماراتية والخليجية. عُرض المسلسل في فترة زمنية كانت تشهد بداية تطور الإنتاج التلفزيوني في المنطقة، وقد لاقى استقبالًا إيجابيًا من الجمهور نظرًا لمحتواه الكوميدي الذي يعكس جوانب من الحياة الاجتماعية والثقافية في الإمارات.
ساهم المسلسل في تعزيز مكانة الكوميديا الخليجية لدى المشاهدين، حيث أصبح "إشحفان" شخصية معروفة ومحبوبة، تُمثل رمزًا للسخرية من البخل في المجتمع. أثرت المواقف الكوميدية التي قدمها المسلسل على أسلوب السرد التلفزيوني في تلك الفترة، وساعدت في تشكيل هوية الأعمال الكوميدية التي تلت عرضه.
كما أتاح المسلسل للممثلين المشاركين فيه، مثل سلطان الشاعر ومحمد الجناحي، فرصة لإبراز مواهبهم الكوميدية، ما ساهم في زيادة شعبيتهم وفتح آفاق جديدة لهم في مجال التمثيل التلفزيوني. وبالرغم من أن المسلسل يتناول موضوع البخل بطريقة فكاهية، إلا أنه نجح في إلقاء الضوء على بعض القضايا الاجتماعية بطريقة تجعل الجمهور يتفاعل معها ويستمتع بها.

## الروابط الخارجية
- "صفحة مسلسل "إشحفان"". موقع السينما.كوم. مؤرشف من الأصل في 2016-03-05. اطلع عليه بتاريخ 2024-08-18.
- "صفحة مسلسل "إشحفان"". موقع TMDb. مؤرشف من الأصل في 2024-08-18. اطلع عليه بتاريخ 2024-08-18.